# Viljujskij ulus
Il Viljujskij ulus è un ulus (distretto) della Repubblica Autonoma della Jacuzia-Sacha, nella Russia siberiana orientale; il capoluogo è la città di Viljujsk.
Confina con gli ulus Kobjajskij ad est, Gornyj a sud,  Verchneviljujskij ad ovest, Olenëkskij a nord-ovest.
Il territorio si estende nella parte centrale della Repubblica, nella bassa valle del Viljuj a breve distanza dalla sua foce nella Lena, nella sezione centrale del bassopiano della Jacuzia centrale.
Oltre al capoluogo Viljujsk, un altro insediamento di qualche rilievo è Kysyl-Syr.